# U 974
U 974 war ein deutsches U-Boot vom Typ VII C, ein sogenanntes „Atlantikboot“, das durch die deutsche Kriegsmarine während des U-Boot-Krieges im Zweiten Weltkrieg in der Ostsee eingesetzt wurde. U 974 war eines der wenigen U-Boote des Zweiten Weltkriegs, das durch ein anderes U-Boot versenkt wurde.

## Technische Daten
Ein VII C-Boot wurde bei der Überwasserfahrt von zwei 1400 PS starken Dieselmotoren angetrieben und erreichte eine Geschwindigkeit von 17 kn. Unter Wasser konnte so ein U-Boot mithilfe der zwei Elektromotoren mit je 375 PS 7,6 kn Fahrt machen. Die Leistungskraft der Batterien ermöglichte diese Höchstgeschwindigkeit bei der Unterwasserfahrt allerdings nur für eine Stunde. Bei geringerer Geschwindigkeit konnte das Boot theoretisch bis zu drei Tage unter Wasser fahren.
Als VII C-Boot hatte auch U 974 an der Oberfläche eine Wasserverdrängung von 769 t und unter Wasser 871 t. Es war insgesamt 67,1 m lang, 6,2 m breit, 9,6 m hoch mit einem 50,5 m langen Druckkörper und hatte einen Tiefgang von 4,74 m. Das in der Hamburger Werft Blohm & Voss gebaute U-Boot wurde von zwei Viertakt-Dieselmotoren F46 mit je 6 Zylindern und Ladegebläse der Kieler Germaniawerft mit einer Leistung von 2060 bis 2350 kW, bei Unterwasserbetrieb mit zwei Elektromotoren GU 460/8–27 von AEG mit einer Leistung von 550 kW angetrieben. Es hatte zwei Antriebswellen mit zwei 1,23 m großen Schiffsschrauben. Das Boot war zum Tauchen bis in Tiefen von 230 m geeignet.
U 974 war mit fünf 53,3-cm-Torpedorohren – vier am Bug und eins am Heck – und vierzehn Torpedos, einer 8,8-cm-Kanone SK C/35 mit 220 Schuss Munition, einer 3,7-cm-FlaK M42 18/36/37/43 und zwei 2-cm-FlaK C/30 ausgestattet.

## Einsatz und Geschichte
Vom 22. April bis zum 31. Oktober 1943 war U 974 als Ausbildungsboot der 5. U-Flottille unterstellt und in Kiel stationiert. Am 1. November 1943 wurde das Boot der 7. U-Flottille als Frontboot unterstellt. Am 8. November übergab Kommandant Joachim Zaubitzer das Kommando an Oberleutnant zur See Heinz Wolf. Kommandant Wolf verließ Kiel mit U 974 am 23. März und erreichte drei Tage später den deutschen U-Bootstützpunkt im norwegischen Topdalsfjord. Von hier lief U 974 am 18. April aus.

### U-Boot gegen U-Boot

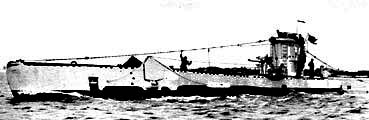
Ula versenkte U 974

U 974 passierte unter Geleitschutz den Karmsund auf dem Weg in sein vorgesehenes Einsatzgebiet im Europäischen Nordmeer, als sein Turm aus einem halben Kilometer Entfernung von der Besatzung des norwegischen U-Bootes Ula entdeckt wurde. Die Ula war ein U-Boot der britischen U-Class, ein kleiner U-Boottyp, der ursprünglich zu Übungszwecken entwickelt worden war. Dieses Boot war eigentlich zur Übergabe an niederländische U-Bootbesatzungen gedacht, deren Schiff allerdings auf der Überfahrt von Australien durch U 575 versenkt worden war. Stattdessen wurde das U-Boot an eine norwegische U-Bootbesatzung übergeben. Obwohl U 974 durch zwei Geleitschiffe geschützt wurde, entschloss sich Kommandant Valvatne, das deutsche U-Boot anzugreifen und ließ einen Torpedofächer losmachen. Die Geleitschiffe versuchten anschließend, das norwegische U-Boot mit Wasserbomben anzugreifen, erzielten aber keinen Erfolg.

### Versenkung
Der zweite Torpedo des von der Ula losgemachten Fächers traf U 974 mittschiffs zwischen der Kombüse und dem Dieselraum. Das Boot brach auseinander und sank unmittelbar. Es gelang nur der Brückenwache und dem Rudergänger, der sich im Turm aufgehalten hatte, sich zu retten. Die acht Überlebenden wurden von einem der Geleitschiffe, dem Minensuchboot M 407, aufgenommen.